# Gornji Mihaljevec
Gornji Mihaljevec je općina u Republici Hrvatskoj. Smještena je u Međimurskoj županiji.

## Općinska naselja
U sastavu općine nalazi se 12 naselja:
- Badličan
- Bogdanovec
- Dragoslavec Breg
- Dragoslavec Selo
- Gornja Dubrava
- Gornji Mihaljevec
- Martinuševec
- Preseka
- Prhovec
- Tupkovec
- Vugrišinec
- Vukanovec.[4]

## Zemljopis
Općina Gornji Mihaljevec smještena je u bregovitom Gornjem Međimurju, sjeverozapadnom dijelu Međimurske županije. Na području općine nalazi se izvor rijeke Trnave.

## Stanovništvo

### Popis iz 2001. godine
Prema popisu stanovništva iz 2001. godine, Općina Gornji Mihaljevec imala je 2046 stanovnika raspoređenih u 12 naselja:
- Badličan – 105
- Bogdanovec – 145
- Dragoslavec Breg – 144
- Dragoslavec Selo – 220
- Gornja Dubrava – 252
- Gornji Mihaljevec – 286
- Martinuševec – 136
- Preseka – 70
- Prhovec – 163
- Tupkovec – 93
- Vugrišinec – 168
- Vukanovec – 45.

### Kretanje broja stanovnika
| broj stanovnika | 1715  | 1431  | 1884  | 1953  | 2160  | 2336  | 2393  | 2589  | 3007  | 3003  | 2852  | 2634  | 2388  | 2227  | 2046  | 1917  | 1740  |
|                 | 1857. | 1869. | 1880. | 1890. | 1900. | 1910. | 1921. | 1931. | 1948. | 1953. | 1961. | 1971. | 1981. | 1991. | 2001. | 2011. | 2021. |

| broj stanovnika | 132   | 104   | 137   | 161   | 185   | 198   | 206   | 211   | 295   | 336   | 344   | 354   | 328   | 298   | 286   | 283   | 233   |
|                 | 1857. | 1869. | 1880. | 1890. | 1900. | 1910. | 1921. | 1931. | 1948. | 1953. | 1961. | 1971. | 1981. | 1991. | 2001. | 2011. | 2021. |

## Uprava
- Goran Lovrec, načelnik Općine Gornji Mihaljevec.[5]
- Lela Lesjak-Bunjevčević, pročelnica Jedinstvenog upravnog odjela Općine Gornji Mihaljevec.[5]

## Poznate osobe
- Drago Krnoul (*25. rujna 1920.) – hrvatski sportaš i športski djelatnik.[6]

## Šport
- NK Jedinstvo, aktivan od 1. siječnja 1997. godine.[7]

## Vanjske poveznice
- Službene stranice Općine Gornji Mihaljevec – gornjimihaljevec.hr